# 小泉彩
小泉 彩（こいずみ あや、1984年9月10日- ）は日本のAV女優。（東京プロデュースセンターに所属していた。アイデアポケット、アタッカーズでのプロフィールは1983年12月17日生まれ、B87、W59、H84、身長157cm、AB型。

## 略歴
神奈川県出身。小学校の低学年からオナニーを始めた。初体験は小学校6年、12歳の時に同級生の外人の男の子と行った。デビュー前は夜の仕事をしていた。AV女優の仕事には興味を持っていた。新宿でスカウトされたのがデビューのきっかけ。2003年12月に『は・じ・めての♪』でAVデビュー。当初はお嬢様系として売り出されていた。2008年、AVメーカー「美」より「里美ゆりあ」として再デビュー（当初は小泉彩としての経歴を隠し、プロフィールも変えている）した。

## 人物
本人によればドラマシーンは苦手でアドリブの方が得意。

## 出演作品

### アダルトビデオ

#### 2003年
- は・じ・めての♪（12月22日(VHS)/ 2004年3月26日(DVD)、マックス・エー）

#### 2004年
- Smooth（1月23日(VHS) / 5月21日(DVD)、マックス・エー）
- 彩マニア（2月21日(VHS)、マックス・エー）
- TIN TIN トレイン（3月26日(VHS)、マックス・エー）
- ERO CORE（4月23日(VHS)、マックス・エー）
- 真裸（6月30日(VHS。DVD)、シャッフル）
- キャバクラ嬢バーチャルLIFE&SEX（12月15日、MOODYZ）

#### 2005年
- DIGITAL CHANNEL（3月8日、アイデアポケット）
- 舐めまくり口淫唾液痴女4（6月1日、アイデアポケット）
- 全編スレスレ限界モザイク 超A級専属モデル小泉彩の生マ○コ（7月7日、アイエナジー）
- 現役アイドル 中出し全裸生中継（8月4日、アイエナジー）
- 潮吹きトランス ～私のダンスでイッちゃいな～（10月6日、アイエナジー）
- 淫乱家庭教師6人の個人レッスン（11月4日、アイエナジー）他5名出演
- 痴漢地獄（11月17日、SODクリエイト）
- 超高級美少女レズ・ソープ嬢（12月21日、ディープス）

#### 2006年
- ハイパー スレスレ モザイク vol.6（1月4日、アイエナジー）
- スポーツ少女凌辱 純情少女たちにイタズラ（1月19日、アイエナジー）他出演:西野翔、水希遥、唯川純、葉山瑠菜、森名莉沙
- もしも小泉彩がお嫁さんだったら…（2月4日、アイエナジー）
- 痴漢 バスガイド 中出し20連発（3月4日、アイエナジー）
- エロい女 中出し20連発（4月6日、アイエナジー）
- 超最高級 性感 中出し20連発（8月4日、アイエナジー）
- 清楚な女教師をイクまで犯す（9月21日、アイエナジー）
- 小泉彩スペシャル 完全永久保存版（11月16日、アイエナジー）総集編
- （小泉彩）中出し100連発コレクション（12月21日、アイエナジー）総集編

#### 2007年
- 浸凌M奴隷 小泉彩（4月7日、アタッカーズ）
- 奴隷島 第九章 恋人のいる風景…（5月7日、アタッカーズ）共演:MAYA、成瀬るな、さくらりこ、藍山みなみ
- アナル奴隷白書（9月7日、アタッカーズ）
- 夫の目の前で犯されて- 侵入者4（10月7日、アタッカーズ）

#### 2008年
- 俺の作った奴隷人形（4月7日、アタッカーズ）
- 有名女優オフショット突撃隊!!（8月21日、アイエナジー）他多数出演

### イメージビデオ
- 真裸（2004年6月30日、シャッフル）

### 映画
- かにゴールキーパー（2006年5月27日）

## 写真集
- Aya-pon[1]（2004年4月、アクアハウス） - 撮影:野川イサム
- Paradise（2005年）
- 解禁!!小泉彩 オトナの写真集（オープンモール）
- MET-ART (2006年9月)